# Igreja de São Francisco de Sales (Filadélfia)
A Igreja de São Francisco de Sales é uma templo católico em Filadélfia, nos Estados Unidos.
Fundada em 1890, sua pedra angular, lançada em 1907, a cúpula de azulejos de Guastavino da paróquia de Sales tem sido um ícone em sua vizinhança. A paróquia de Sales foi projetada pelo arquiteto de Filadélfia Henry D. Dagit, construída no estilo neobizantino e incorpora uma cúpula de azulejos guastavinos modelada na da Hagia Sophia de Istambul e elementos do movimento de Artes e Ofícios que estava em seu pico quando a igreja foi construída.

## Congregação

Brasão de armas

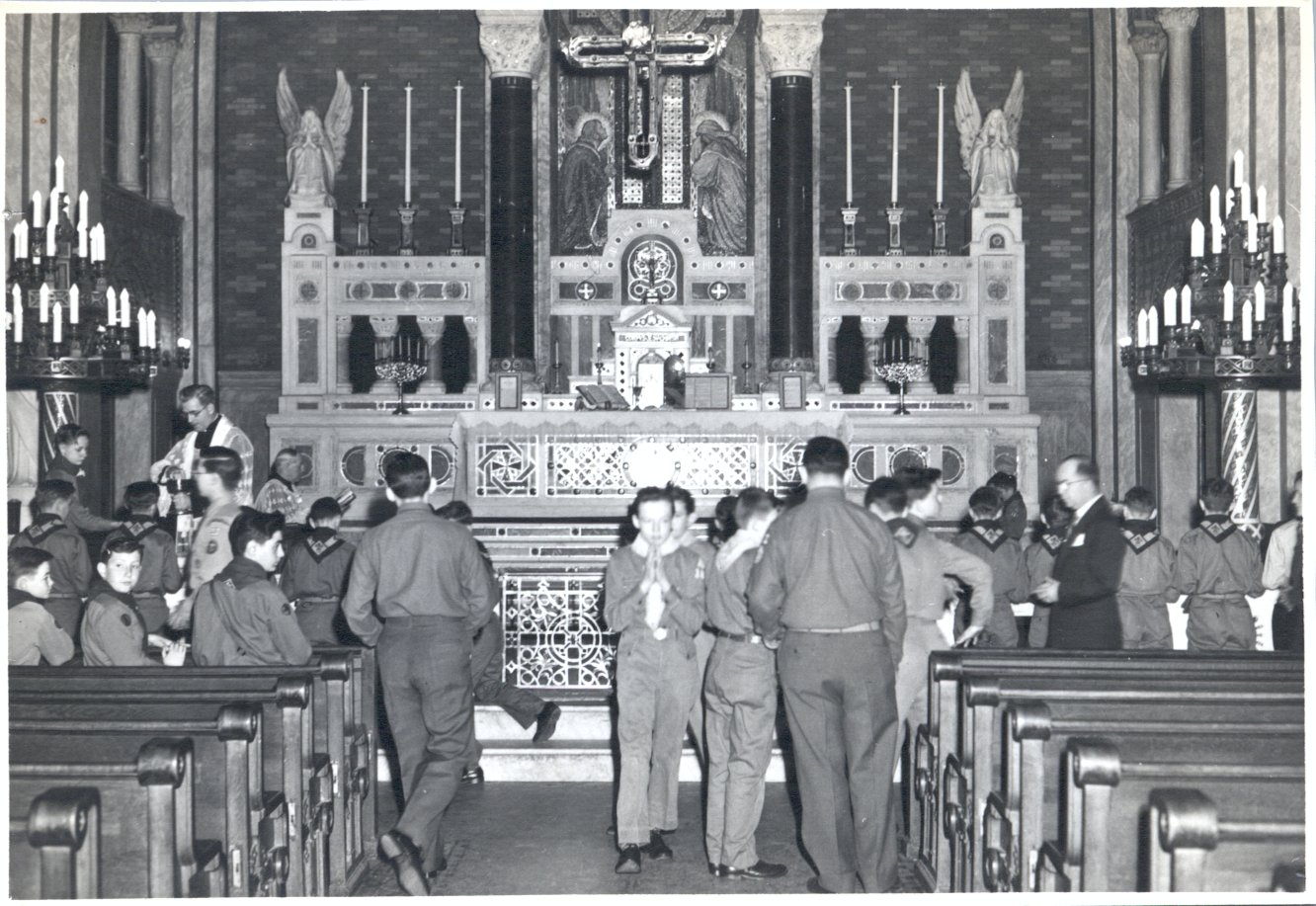
Igreja em 1949

A paróquia foi criada para atender às necessidades da comunidade irlandesa de imigrantes predominantes na época. Ao longo dos anos, a paróquia viu sua congregação mudar das famílias de imigrantes irlandeses da classe trabalhadora - que eventualmente partiram para os subúrbios - para as famílias de refugiados vietnamitas que se estabeleceram no bairro. Atualmente, a paróquia atende a uma grande comunidade de imigrantes africanos, um círculo eleitoral afro-americano e os professores, funcionários e estudantes da Universidade da Pensilvânia, da Universidade de Drexel e da Universidade de Ciências. A paróquia é conhecida por seu coral, escola primária e órgão da igreja.

## Arquitetura

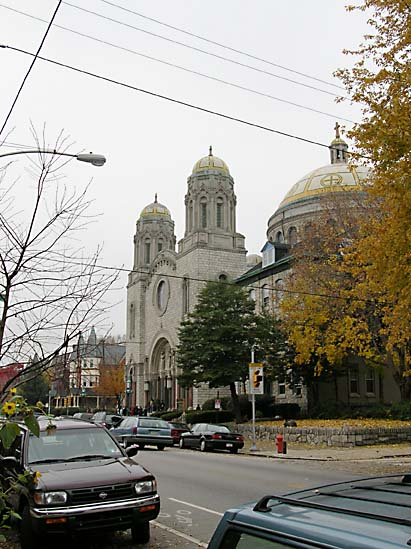
Igreja como visto da Avenida Springfield.

É um dos melhores exemplos de órgãos franceses nos Estados Unidos.
A cúpula de Guastavino vazou por toda a vida da igreja. Todos os ladrilhos de toda a cúpula foram substituídos na década de 1950 pelo então pastor Bishop Joseph McShea, numa tentativa frustrada de impedir o vazamento. Sugeriu-se que a paróquia fosse revestida de cobre, mas o bispo relutou em fazer uma mudança tão drástica. O Partners for Sacred Places, um grupo inter-religioso da região de Filadélfia que trabalha para apoiar a preservação de igrejas e outras casas de culto, está atualmente trabalhando com a paróquia para restaurar a cúpula, os vitrais e as portas. A restauração externa e outros reparos e manutenção preventiva estão em andamento.
 São Francisco de Sales é amado arquitetonicamente e culturalmente ... a congregação está servindo a comunidade de muitas maneiras maravilhosas, e eles fizeram muito pelos imigrantes.
 O interior foi projetado por Charles Theodore Biswanger (1879-1944), que foi empregado pelo escritório de arquitetura Dagit. O sistema de arco de azulejos, projetado pela Raphael Guastavino Co. em 1911, é um dos melhores exemplos do trabalho da empresa em Filadélfia.
Em 1968, como resultado de mudanças litúrgicas feitas pelo Concílio Vaticano Segundo, a igreja contratou os arquitetos Robert Venturi e John Rauch para renovar o espaço do altar e criar um altar independente. As alterações que Venturi e Rauch adicionaram incluíram cinco partes: um novo altar, uma cadeira de celebrante, uma luz de cátodo suspensa e a elevação do piso do santuário. Essas reformas foram em estilo totalmente moderno, colidindo com a arquitetura bizantina do interior. As reformas foram removidas quase imediatamente a pedido dos paroquianos, que reagiram negativamente às reformas.

## Escolas
A congregação contém uma escola K-8. Seu pico de matrícula foi em 1953, com 1.378 alunos. Historicamente, os Servos do Imaculado Coração de Maria (IHM) forneceram a força de ensino, com o primeiro grupo chegando em 1904. Os estudantes eram historicamente predominantemente irlandeses americanos, mas outros grupos étnicos vieram mais tarde. Historicamente, os alunos eram de baixa renda. É uma das escolas designadas da Igreja de St. Agatha - St. James.

## Órgão
O órgão no coro-loft tem quatro manuais, seis consoles, oitenta e cinco fileiras, 195 paradas, e mais 6.000 tubos, tornando-o um dos maiores da região metropolitana de Filadélfia. A Orquestra de Filadélfia usou este órgão para gravações, incluindo a Sinfonia nº 3 (Saint-Saëns). O órgão foi construído em 1911 pela Haskell Pipe Organ Manufacturing Company.